# Kenya az 1956. évi nyári olimpiai játékokon
Kenya az ausztráliai Melbourne-ben és a svédországi Stockholmban megrendezett 1956. évi nyári olimpiai játékok egyik részt vevő nemzete volt. Az országot az olimpián 4 sportágban 25 sportoló képviselte, akik érmet nem szereztek. Kenya első alkalommal vett részt az olimpiai játékokon.

## Atlétika
Férfi
| Versenyző                                               | Versenyszám     | Előfutam | Előfutam | Negyeddöntő | Negyeddöntő | Elődöntő | Elődöntő | Döntő   | Döntő    |
| Versenyző                                               | Versenyszám     | Idő      | Hely.    | Idő         | Hely.       | Idő      | Hely.    | Idő     | Helyezés |
| ------------------------------------------------------- | --------------- | -------- | -------- | ----------- | ----------- | -------- | -------- | ------- | -------- |
| Kibet Boit                                              | 400 m           | 49,3     | 3.       | 49,1        | 6.          | kiesett  | kiesett  | kiesett | kiesett  |
| Bartonjo Rotich                                         | 400 m           | 48,8     | 4.       | kiesett     | kiesett     | kiesett  | kiesett  | kiesett | kiesett  |
| Kamau Wanyoke                                           | 400 m           | 50,6     | 4.       | kiesett     | kiesett     | kiesett  | kiesett  | kiesett | kiesett  |
| Kiptalam Keter                                          | 800 m           | 1:56,13  | 7.       |             | kiesett     | kiesett  | kiesett  | kiesett |          |
| Arere Anentia                                           | 5000 m          | 14:37,0  | 6.       |             |             |          |          | kiesett | kiesett  |
| Nyandika Maiyoro                                        | 5000 m          | 14:29,4  | 2.       |             |             |          |          | 14:19,0 | 7.       |
| Kanuti Sum                                              | Maraton         |          |          |             |             |          |          | 2:58:42 | 31.      |
| Kamau Wanyoke Kiptalam Keter Kibet Boit Bartonjo Rotich | 4 × 400 m váltó | 3:17,6   | 4.       |             | kiesett     | kiesett  |          |         |          |

| Versenyző      | Versenyszám | Selejtező | Selejtező | Döntő    | Döntő    |
| Versenyző      | Versenyszám | Eredmény  | Helyezés  | Eredmény | Helyezés |
| -------------- | ----------- | --------- | --------- | -------- | -------- |
| Joseph Leresae | Magasugrás  | 192 cm    | =13.      | 192 cm   | 18.      |

## Gyeplabda
| Kenyai férfi gyeplabdacsapat-játékoskeret                                                                              | Kenyai férfi gyeplabdacsapat-játékoskeret |
| --- | --- |
| - Dudley Coulson - Peter Dalgado - Reynold D'Souza - Roland Frank - Alu Mendonca - Michael Pereira - Bill Plenderleith | - Tejparkash Singh Brar - Surjeet Singh Deol - Hardev Singh Kular - Tejinder Singh Rao - Gursaran Singh Sehmi - Balbir Singh Sidhu - Anthony Vaz |

### Eredmények
| Színmagyarázat               |
| ---------------------------- |
| Bejutott az elődöntőbe.      |
| Az 5–8. helyért játszhattak. |
| A 9–12. helyért játszhattak. |

Csoportkör
B csoport
| Csapat               | M | Gy | D | V | G+ | G– | Gk | P |
| -------------------- | - | -- | - | - | -- | -- | -- | - |
| Nagy-Britannia (GBR) | 3 | 1  | 2 | 0 | 5  | 4  | +1 | 4 |
| Ausztrália (AUS)     | 3 | 2  | 0 | 1 | 6  | 4  | +2 | 4 |
| Malájföld (MAL)      | 3 | 0  | 2 | 1 | 5  | 6  | –1 | 2 |
| Kenya (KEN)          | 3 | 0  | 2 | 1 | 2  | 4  | –2 | 2 |

| 1956. november 23. 14:30 | Ausztrália (AUS) | 2 – 0 | Kenya (KEN) |  |
| 1956. november 23. 14:30 | (1 – 0)          |       |             |  |

| 1956. november 24. 16:00 | Nagy-Britannia (GBR) | 1 – 1 | Kenya (KEN) |  |
| 1956. november 24. 16:00 | (1 – 1)              |       |             |  |

| 1956. november 28. 16:00 | Kenya (KEN) | 1 – 1 | Malájföld (MAL) |  |
| 1956. november 28. 16:00 | (1 – 0)     |       |                 |  |

A 9–12. helyért
| 1956. december 3. | Kenya (KEN) | 3 – 0 | Egyesült Államok (USA) |  |
| 1956. december 3. |             |       |                        |  |

| 1956. december 4. | Kenya (KEN) | 9 – 0 | Afganisztán (AFG) |  |
| 1956. december 4. |             |       |                   |  |

| 1956. december 6. | Malájföld (MAL) | 3 – 2 | Kenya (KEN) |  |
| 1956. december 6. |                 |       |             |  |

| Csapat                 | M | Gy | D | V | G+ | G– | Gk  | P |
| ---------------------- | - | -- | - | - | -- | -- | --- | - |
| Malájföld (MAL)        | 3 | 3  | 0 | 0 | 14 | 2  | +12 | 6 |
| Kenya (KEN)            | 3 | 2  | 0 | 1 | 14 | 3  | +11 | 4 |
| Egyesült Államok (USA) | 3 | 0  | 1 | 2 | 1  | 7  | –6  | 1 |
| Afganisztán (AFG)      | 3 | 0  | 1 | 2 | 1  | 18 | –17 | 1 |

| Csapat      | Helyezés |
| ----------- | -------- |
| Kenya (KEN) | 10.      |

## Sportlövészet
Férfi
| Versenyző       | Versenyszám           | Döntő | Döntő    |
| Versenyző       | Versenyszám           | Pont  | Helyezés |
| --------------- | --------------------- | ----- | -------- |
| Roy Congreve    | Sportpuska, fekvő     | 587   | 40.      |
| Roy Congreve    | Sportpuska, összetett | 1096  | 39.      |
| Charles Trotter | Sportpuska, összetett | 1030  | 42.      |
| Charles Trotter | Sportpuska, fekvő     | 586   | 41.      |

## Úszás
Női
| Versenyző         | Versenyszám | Előfutam | Előfutam | Előfutam | Elődöntő | Elődöntő | Elődöntő | Döntő   | Döntő    |
| Versenyző         | Versenyszám | Idő      | Hely.    | Össz.    | Idő      | Hely.    | Össz.    | Idő     | Helyezés |
| ----------------- | ----------- | -------- | -------- | -------- | -------- | -------- | -------- | ------- | -------- |
| Margaret Northrop | 100 m gyors | 1:12,8   | 8.       | 34.      | kiesett  | kiesett  | kiesett  | kiesett | kiesett  |